# Манделбахтал
Манделбахтал (на немски: Mandelbachtal) е община в Саарланд, Германия с 10 847 жители (към 31 декември 2015).
Манделбахтал се намира в ЮНЕСКО-Биосферен резерват Близгау, на около 19 km източно от Саарбрюкен.